# 伊藤直樹 (編集者)
伊藤直樹（いとう 　なおき、Naoki Ito、1982年 - ）は、日本の10万部超えの「神メンタル」などのヒットを連発する編集者  。 株式会社KADOKAWA  ビジネス編集2課　編集長  

## 来歴
- 1982年 1月30日生まれ、名古屋市　出身。 現在、都内在住。 東洋大学経済学部社会経済システム学科卒業
- 小学、中学時代には野球部、高校は帰宅部。
- 新卒で リックテレコム入社
- 2009年くらいに 角川学芸出版 転職
- 2017年に 株式会社KADOKAWA
- 2020年4月1日付けで編集長 就任

## 人物
- 魅力を感じる著者は？という質問に『「作家（一緒に戦える人）」。いろんなところから矢が飛んできたり、中の人から背中を刺されることもあるので、背中を合わせて一緒に戦える人がいい』　とこたえる。「本は気合いで作れるが、人のマネジメントは難しすぎてまだまだ極められない」 [3]

## 編集担当著書
- 土日社長になっていきなり年収+96万円稼ぐ法 (角川フォレスタ)著者 : 松尾昭仁
- 『スーパー フリーエージェント スタイル』与沢翼
- 『クビでも年収1億円』小玉歩
- あなたの1日を3時間増やす「超整理術」 高嶋美里 2014年2月22日
- 『あなたの人生が100倍楽しくなる「国際自由人」という生き方』藤村正憲 2012年11月17日
- 5分の使い方で人生は変わる (角川フォレスタ) 小山竜央 2013年12月21日
- 人生の目覚まし時計が鳴ったとき 山下弘子 2015年2月24日
- 人生で大切なことはオカルトとプロレスが教えてくれた 大槻ケンヂ 2015年3月25日
- あなたにもできる 蒼山日菜のレース切り絵 蒼山日菜 2010年12月15日
- ディズニーレース切り絵 ふしぎの国のアリス 蒼山日菜 2016年11月18日
- ディズニー レース切り絵 アナと雪の女王 蒼山日菜 2016年6月23日
- 題名のない世界 あなたがつくる世界にひとつだけのぬりえ 蒼山日菜 2016年4月21日
- ホントにカンタン! 誰でもできる! 個人ではじめる輸入ビジネス 改訂版 大須賀祐 2016年11月18日
- 展望と開運2010 村山幸徳 2009年11月12日
- 展望と開運2011 村山幸徳 2010年10月16日
- 展望と開運2012 (角川フォレスタ) 村山幸徳 2011年10月12日
- 展望と開運2013 (角川フォレスタ) 村山幸徳 2012年10月19日
- 展望と開運2014 (角川フォレスタ) 村山幸徳 2013年10月12日
- 展望と開運2015 (角川フォレスタ) 村山幸徳 2014年10月16日
- ゼロから始める不動産投資 市川周治 2015年8月18日
- 展望と開運2016 (単行本) 村山幸徳 2015年10月17日
- 新日本プロレスV字回復の秘密 KADOKAWA 2015年11月13日
- スター・ウォーズ 禅の教え エピソード4・5・6 枡野俊明 2015年12月11日
- 生涯現役という生き方 武藤敬司 2016年6月23日
- ディズニー ヘアアレンジブック 金子真由美 2016年5月26日
- スマホの5分で人生は変わる 小山竜央 2016年9月29日
- 「悩み」は「お金」に変わる (角川フォレスタ) 小野たつなり 2013年8月30日
- はだかの王様 億万長者がすべて失ってわかった絶対にやってはいけない42のこと (角川フォレスタ) 与沢翼 2014年10月24日
- プログラミングは最強のビジネススキルである 松林弘治 2017年2月17日
- りんあんコーデ 基本の4着で1か月着まわせる matsuko 2017年3月24日
- 展望と開運2017 村山幸徳 2016年10月13日
- すごい効率化 金川顕教 2017年6月2日
- 米国人弁護士だから見抜けた日本国憲法の正体 (角川新書) ケント・ギルバート 2017年6月10日
- 後悔しないモノ選び ひより 2017年6月30日
- 歩くだけで不調が消える 歩行禅のすすめ 塩沼亮潤 2017年9月1日
- 「超」整理手帳 スケジュール・シート スタンダード2018 野口悠紀雄 2017年9月15日
- 近すぎず、遠すぎず。 他人に振り回されない人付き合いの極意 枡野俊明 2017年9月29日
- 展望と開運2018 村山幸徳 2017年10月27日
- 漫画 もう「いい人」になるのはやめなさい! うげっぱ 2018年3月2日
- 「一瞬で決断できる」シンプル思考 遠藤保仁 2017年12月22日
- リセットする力 「自然と心が強くなる」考え方46 酒井宏樹 2018年5月25日
- 「超」独学法 AI時代の新しい働き方へ (角川新書) 野口悠紀雄 2018年6月9日
- 神メンタル 「心が強い人」の人生は思い通り 星渉 2018年7月6日
- お金と時間の悩みが消えてなくなる 最高の時短 米山彩香 2018年7月27日
- りんあん小学生コーデ 毎朝の子供の洋服選びに迷わない matsuko 2018年7月26日
- パブリック・スピーキング 最強の教科書 小山竜央 2018年8月22日 「超」整理手帳 スケジュール・シート スタンダード2019 野口悠紀雄 2018年9月14日
- 展望と開運2019 村山幸徳 2018年10月26日
- 賢者のタイミング 空気は読まずに流れを読む 700ニキ 2019年5月24日
- ストロング本能 人生を後悔しない「自分だけのものさし」 青木真也 2019年2月20日
- 「超」AI整理法 無限にためて瞬時に引き出す 野口悠紀雄 2019年6月29日
- 「超」整理手帳 スケジュール・シート スタンダード2020 野口悠紀雄 2019年9月13日
- 『神メンタル』（編集：13万部）
- 『神トーーク「伝え方しだい」で人生は思い通り』（編集：10万部）
- ぼくは会社員という生き方に絶望はしていない。ただ、今の職場にずっと……と考えると胃に穴があきそうになる。 フミコフミオ 2019年9月27日
- 「超」整理手帳 スケジュール・シート スタンダード2020 野口悠紀雄 2019年9月13日
- 展望と開運2020 村山幸徳 2019年10月31日
- 見るだけで9割かなう!魔法の宝地図 望月俊孝 2020年1月31日
- Think Disruption アップルで学んだ「破壊的イノベーション」の再現性 河南順一 2020年3月21日
- 『99.9％は幸せの素人』（編集：4万部）

## 出演
- 渋谷クロスFM「モンスターモンスター」月1出演